# Hyperinsulinisme
 Mise en garde médicale
On parle d'hyperinsulinisme quand les taux sanguins d'insuline dépassent la norme. 
La sécrétion normale d'insuline est étroitement liée au niveau de glucose dans le sang, 
de sorte qu'un niveau donné d'insuline peut être normal pour une glycémie donnée mais trop bas ou trop élevé pour une autre.
L'hyperinsulinisme peut être associé à différents problèmes de santé classés, par simplification, en deux catégories distinctes : ceux qui conduisent à une réduction de la sensibilité à l'insuline alors que le taux sanguin de sucre est élevé (hyperglycémie), et ceux qui conduisent à une sécrétion excessive d'insuline et des faibles taux de glucose (hypoglycémie).

## Hyperinsulinisme dû à une sensibilité diminuée, lié à un risque de diabète
Bien que de nombreux facteurs influencent la sécrétion d'insuline, le facteur de contrôle le plus important en est la quantité de sucre passant du sang vers les cellules β du pancréas. 
Chez les personnes en bonne santé, des augmentations même minimes de glycémie provoquent une sécrétion d'insuline.
Tant que les cellules β du pancréas sont capables de détecter le niveau de glucose et de produire de l'insuline, la quantité d'insuline sécrétée correspond généralement la quantité nécessaire pour maintenir une glycémie à jeun comprise entre 70 et 100 mg·dL-1 (3,9-5,6 mmol·L-1) et une glycémie post-prandiale inférieure à 140 mg·dL-1 (<7,8 mmol·L-1).
Lorsque les cellules du foie et autres cellules de l'organisme qui stockent ou utilisent le glucose du sang deviennent moins sensibles ou plus résistantes à l'insuline, le pancréas augmente sa sécrétion et le taux d'insuline dans le sang augmente. Cette augmentation de la sécrétion peut compenser sur des années une sensibilité diminuée tout en maintenant des niveaux normaux de glycémie. Toutefois si cette insulino-résistance s'aggrave ou si la capacité de sécrétion d'insuline diminue, les taux de sucre vont commencer à augmenter. Une élévation persistante des glycémies s'appelle le diabète.
Typiquement les niveaux d'insuline à jeun dans ce type d'hyperinsulinisme dépassent 20 μU·mL-1. En cas de résistance sévère, ces taux peuvent dépasser 100 μU·mL-1.
En plus d'être un facteur de risque de diabète de type 2, l'hyperinsulinisme dû à une insulinorésistance peut augmenter la pression artérielle et contribuer à l'hypertension artérielle par action directe sur les cellules endothéliales (les cellules de la paroi des vaisseaux sanguins)[réf. souhaitée]. L'hyperinsulinisme a également été mis en cause comme facteur contributif à la production excessive d'androgènes dans le syndrome des ovaires polykystiques,,.
Les principaux traitements de l'hyperinsulinisme lié à une insulinorésistance consistent à prendre toutes les mesures augmentant la sensibilité à l'insuline, telles que la perte de poids, l'exercice physique et l'utilisation de médicaments tels que les glitazones ou la metformine.

## Hyperinsulinisme lié à une sécrétion inappropriée, associé à une hypoglycémie
L'hyperinsulinisme peut également faire référence à des formes d'hypoglycémies provoquées par une sécrétion excessive d'insuline. 
Chez les enfants comme chez les adultes en bonne santé, la sécrétion d'insuline devrait être minimale quand les taux de sucre circulant tombent sous 70 mg·dL-1 (3,9 mmol·L-1). Il existe plusieurs formes d'hypoglycémie hyperinsulinémique (en) provoquées par des types variés d'excès d'insuline. Certaines surviennent chez des nouveau-nés et des nourrissons : c'est l'hyperinsulinisme congénital. Chez les adultes, une hypoglycémie hyperinsulinémique sévère peut être due à un insulinome, une tumeur sécrétante du pancréas ou à un syndrome hypoglycémique auto-immun (maladie d'Hirata).
Les insulinémies supérieures à 3 μU·mL-1 sont inadaptées quand le taux de glucose est inférieur à 50 mg·dL-1 (2,8 mmol·L-1), indiquant alors que c'est potentiellement un hyperinsulinisme qui provoque l'hypoglycémie. Le traitement de cette forme d'hyperinsulinisme dépend de sa cause : exérèse chirurgicale de la source d'insuline, médicament tel que la diazoxide (Proglycem) ou l'octréotide (Sandostatine, Siroctid) qui réduisent la sécrétion d'insuline.
C'est le Dr Seale Harris (en) qui suggéra le premier en 1924 dans le Journal of the American Medical Association qu'un hyperinsulinisme spontané pourrait être la cause d'une hypoglycémie symptomatique.
Le Dr Seale Harris fit pour la première fois le diagnostic d'hyperinsulinisme en 1924, on lui doit également d'avoir distingué l'hypoglycémie  spontanée.

## Signes cliniques et symptômes
L'hyperinsulinisme lié à une sensibilité réduite à l'insuline est habituellement asymptomatique. En revanche l'hypoglycémie hyperinsulinémique peut provoquer toute une gamme de symptômes d'hypoglycémie : des tremblements, hypotonie jusqu'à des convulsions voire un coma.